# Buï
Buï (en rus Буй) és una ciutat de l'óblast de Kostromà (Rússia) a la vora del riu Kostromà, a 87 km al nord-est de Kostromà.

## Història
El segle v Buï era un enclavament comercial protegit per una fortalesa que pertanyia als merians, una població ugrofinesa. El nom ugrofinès s'ha perdut, però en finès era coneguda com a Vuoksensuu o Vieksansuu. El lloc va estar poblat per ugrofinesos fins a la invasió mongola de Rússia (1237-1238). En aquesta època els habitants de Kostromà van refugiar-se a la fortalesa, i es creu que foren ells els que van començar a anomenar-la Buï.
En la història russa, Buï era el 1536 una plaça fortificada en la confluència dels rius Kostromà i Vioksa. La fortificació fou construïda per ordre de Ielena Vassílievna Glínskaia, regent de Rússia i mare d'Ivan el Terrible. Buï va rebre l'estatus de ciutat el 1778 quan governava Caterina la Gran.
Arran de la construcció de la línia de ferrocarril Sant Petersburg-Viatka, el 1908 la població de Buï va créixer dels 1.000 als 3.500 habitants el 1913. La nova estació de Buí es trobava a 727 km de Sant Petersburg i a 614 km de Moscou.
El 1914-1915 es construí un gran camp de presoners per als soldats austríacs, hongaresos i alemanys capturats. Es trobava a 3 km al sud de Buï, a la vora oest del Kostromà. Després de signar el tractat de Brest-Litovsk el 3 de març de 1918, tots els presoners de guerra foren alliberats. Després de la Guerra Civil Finlandesa, el 1918, nombrosos comunistes finlandesos refugiats a l'URSS foren reinstal·lats al camp de Buï, on va arribar a haver-hi més de 5.000 finlandesos.

## Demografia
La situació demogràfica de Buï s'ha degradat fortament d'ençà 1990. La ciutat ha perdut més d'un 20% de població. El 2001 la taxa de natalitat era del 9,2 per mil, i la de mortalitat del 19,1 per mil, per tant hi havia un creixement vegetatiu negatiu de 9,9 per mil.
| 1897   | 1939   | 1959   | 1970   |        |
| ------ | ------ | ------ | ------ | ------ |
| 2 600  | 20 400 | 27 200 | 29 200 |        |
| 1979   | 1989   | 2002   | 2008   | 2010   |
| 28 300 | 32 701 | 27 392 | 25 700 | 25 330 |